# Amărăștii de Sus
Amărăștii de Sus es una comuna ubicada en el distrito de Dolj, Rumania.

## Superficie
Posee una superficie de 36,35 kilómetros cuadrados.

## Demografía
Hasta 2021 la población era de 1541 habitantes, con una densidad de población de 42,39 habitantes por kilómetro cuadrado.